# Faisceau de Flechsig
Pour les articles homonymes, voir Flechsig.

Le faisceau de Flechsig est visible à droite, 4a, sur cette coupe transversale de moëlle spinale

Dans le système nerveux, le faisceau de Flechsig, aussi appelé faisceau spinocérébelleux posterieur ou direct, est une voie spinocérébelleuse directe du paléo-cervelet qui conduit les informations proprioceptives des membres inférieurs et du corps vers l'hémicervelet ipsilatéral (du même côté) via le pédoncule cérébelleux inférieur. Les informations transmises par cette voie sont aussi transmises de façon redondante par le faisceau de Gowers empruntant un chemin différent. Ce dernier se distingue par un double croisement avant d'atteindre l'hémicervelet.
Son équivalent pour les membres supérieurs et le cou est le faisceau cunéo-cérébelleux provenant du noyau cunéiforme latéral.

## Découverte
Le faisceau de Flechsig est nommé en l'honneur du neuroanatomiste Paul Flechsig.

## Pathologie
Les lésions ou dégénérescence du faisceau de Flechsig ou de Gowers sont impliquées dans une forme d'ataxie, l'ataxie spinocérébelleuse ou maladie Pierre Marie, qui apparait chez l'adulte jeune. La progression de la maladie mène à une paralysie.